# Mestský Futbalový Klub Ružomberok
Il Mestský Futbalový Klub Ružomberok, meglio noto come MFK Ružomberok o solo come Ružomberok, è una società calcistica slovacca con sede nella città di Ružomberok. Oggi milita nella prima divisione del calcio slovacco.
L'MFK Ružomberok ha celebrato il centenario nel 2006 vincendo i suoi primi trofei: la Superliga, la Coppa di Slovacchia, e la Supercoppa di Slovacchia.

## Storia
Fondato nel 1906, i colori del club sono stati tradizionalmente bianco, giallo e rosso, che sono anche presenti sulla bandiera della città. Tuttavia, lo sponsor Mondi Business Paper SCP ha introdotto nuovi colori nel 2005: arancione, bianco e nero.
Nel 1993 il club ottenne la promozione nella Second Division slovacca per la prima volta e una seconda promozione nella Liga del Corgo nel 1997. La bacheca dei trofei del club rimase vuota fino al loro centenario, quando nel 2006 vinsero sia il titolo della Corgoň Liga sia il campionato slovacco, trionfo ottenuto con l'aiuto del capocannoniere Erik Jendrišek che realizzó 21 reti. Altre stelle della squadra in questa stagione di successo furono Jan Nezmar e Marek Sapara. La squadra è stata allenata a quel tempo da František Komňacký che, nel febbraio 2007, si è trasferito allo SKVO Rostov-on-Don. 
La vittoria in campionato li ha fatti entrare nella seconda fase di qualificazione della UEFA Champions League 2006-2007 dove hanno eliminato la squadra svedese del Djurgårdens IF, ottenendo una sconfitta per 1-0 in trasferta, ribaltata poi al ritorno. Il turno successivo li ha visti incontrare i campioni russi del CSKA Mosca, che si sono imposti con 5 gol di scarto.
Nella Superliga 2016-2017 il club si piazza al terzo posto, guadagnandosi un posto per le qualificazioni di UEFA Europa League 2017-2018; qui gli slovacchi eliminano prima i serbi del Vojvodina ed in seguito i norvegesi del Brann (in entrambi i casi subendo una sconfitta all’andata, ribaltata poi al ritorno). Al terzo turno, però, nulla possono contro i più quotati dell’Everton, perdendo entrambi i match per 1-0.

## Cronistoria
- 1906 - Fondato con il nome di ŠK Ružomberok
- 1948 - Fuso col SBZ Ruzomberok e col Sokola SBZ Ružomberok
- 1953 - Rinominato DSO Iskra Ružomberok
- 1955 - Fusione annullata, rinominato Iskra Ružomberok
- 1957 - Rinominato TJ BZVIL Ružomberok
- 1989 - Rinominato TJ BZ Ružomberok
- 1992 - Rinominato ŠK Texicom Ružomberok
- 1995 - Rinominato MŠK Ružomberok
- 1996 - Rinominato MŠK SCP Ružomberok
- 2001 - Prima qualificazione alle coppe europee, Coppa UEFA 2001-02
- 2003 - Rinominato MFK Ružomberok

## Statistiche e record

### Statistiche nelle competizioni UEFA
Tabella aggiornata alla stagione 2024-2025.
| Competizione                             | Partecipazioni | G  | V | N | P  | RF | RS |
| ---------------------------------------- | -------------- | -- | - | - | -- | -- | -- |
| Coppa dei Campioni/UEFA Champions League | 1              | 4  | 1 | 0 | 3  | 3  | 7  |
| Coppa UEFA/UEFA Europa League            | 6              | 19 | 5 | 2 | 12 | 16 | 27 |
| UEFA Conference League                   | 2              | 8  | 3 | 3 | 2  | 7  | 9  |

## Palmarès

### Competizioni nazionali
- Campionato slovacco: 1

2005-2006
- Coppa di Slovacchia: 2

2005-2006, 2023-2024
- Supercoppa di Slovacchia: 1

2006
- 2. Liga (Slovacchia): 1

1996-1997

### Altri piazzamenti
- Campionato slovacco:

Secondo posto: 2021-2022
Terzo posto: 2000-2001, 2003-2004, 2016-2017, 2018-2019
- Coppa di Slovacchia:

Finalista: 2000-2001, 2017-2018, 2019-2020, 2024-2025
Semifinalista: 1996-1997, 2008-2009, 2013-2014

## Organico

### Rosa 2015-2016
| N. |                       | Ruolo | Calciatore             |
| -- | --------------------- | ----- | ---------------------- |
| 2  | Slovacchia (bandiera) | D     | Dominik Kružliak       |
| 3  | Slovacchia (bandiera) | D     | Ján Maslo              |
| 4  | Slovacchia (bandiera) | C     | Milan Ferenčík         |
| 6  | Slovacchia (bandiera) | C     | Michal Faško           |
| 7  | Moldavia (bandiera)   | C     | Anatol Cheptine        |
| 8  | Slovacchia (bandiera) | C     | Tomáš Gerát            |
| 9  | Slovacchia (bandiera) | C     | Tomáš Ďubek            |
| 10 | Slovacchia (bandiera) | C     | Martin Nagy (capitano) |
| 11 | Slovacchia (bandiera) | A     | Andrej Lovás           |
| 13 | Slovacchia (bandiera) | C     | Juraj Vavrík           |
| 14 | Slovacchia (bandiera) | C     | Lukáš Lupták           |
| 16 | Slovacchia (bandiera) | D     | Lukáš Ondrek           |
| 17 | Slovacchia (bandiera) | D     | Peter Maslo            |
| 18 | Slovacchia (bandiera) | C     | Štefan Zošák           |

| N. |                               | Ruolo | Calciatore      |
| -- | ----------------------------- | ----- | --------------- |
| 19 | Armenia (bandiera)            | D     | Gagik Daġbašyan |
| 20 | Slovacchia (bandiera)         | A     | Pavol Masaryk   |
| 21 | Slovacchia (bandiera)         | C     | Viktor Miklós   |
| 22 | Rep. Ceca (bandiera)          | D     | Antonín Rosa    |
| 23 | Slovacchia (bandiera)         | C     | Ivan Kotora     |
| 24 | Slovacchia (bandiera)         | D     | Martin Boszorád |
| 26 | Slovacchia (bandiera)         | A     | Martin Jakubko  |
| 27 | Slovacchia (bandiera)         | C     | Marek Sapara    |
| 30 | Macedonia del Nord (bandiera) | P     | Darko Tofiloski |
| 33 | Slovacchia (bandiera)         | P     | Matúš Macík     |
| 34 | Slovacchia (bandiera)         | P     | Štefan Senecký  |
| 35 | Slovacchia (bandiera)         | P     | Matej Šavol     |
|    | Slovacchia (bandiera)         | A     | Miloš Lačný     |

### Rosa 2013-2014
| N. |                       | Ruolo | Calciatore             |
| -- | --------------------- | ----- | ---------------------- |
| 1  | Slovacchia (bandiera) | P     | Libor Koníček          |
| 2  | Slovacchia (bandiera) | D     | Dominik Kružliak       |
| 4  | Slovacchia (bandiera) | C     | Milan Ferenčík         |
| 6  | Slovacchia (bandiera) | D     | Martin Mečiar          |
| 7  | Slovacchia (bandiera) | C     | Mário Almaský          |
| 8  | Slovacchia (bandiera) | A     | Tomáš Gerát            |
| 9  | Slovacchia (bandiera) | A     | Adam Zreľák            |
| 10 | Slovacchia (bandiera) | C     | Martin Nagy (capitano) |
| 11 | Slovacchia (bandiera) | A     | Andrej Lovás           |
| 13 | Slovacchia (bandiera) | C     | Juraj Vavrík           |
| 14 | Slovacchia (bandiera) | C     | Lukáš Lupták           |
| 15 | Slovacchia (bandiera) | C     | Miroslav Almaský       |

| N. |                       | Ruolo | Calciatore                   |
| -- | --------------------- | ----- | ---------------------------- |
| 16 | Slovacchia (bandiera) | D     | Lukáš Ondrek                 |
| 17 | Slovacchia (bandiera) | A     | Boris Turčák                 |
| 18 | Slovacchia (bandiera) | D     | Michal Habánek               |
| 20 | Slovacchia (bandiera) | C     | Richard Bartoš               |
| 21 | Slovacchia (bandiera) | D     | Oliver Práznovský            |
| 22 | Slovacchia (bandiera) | C     | Erik Liener                  |
| 23 | Slovacchia (bandiera) | C     | Ivan Kotora                  |
| 24 | Slovacchia (bandiera) | D     | Martin Nosek (vice-capitano) |
| 25 | Slovacchia (bandiera) | C     | Róbert Vaniš                 |
| 30 | Slovacchia (bandiera) | P     | Tomáš Lešňovský              |
| 35 | Slovacchia (bandiera) | P     | Matej Šavol                  |